# Eye of the Needle (film)
Eye of the Needle is een film uit 1981 onder regie van Richard Marquand, gebaseerd op de gelijknamige roman van Ken Follett met Donald Sutherland in de hoofdrol.

## Verhaal
In de Tweede Wereldoorlog ontdekt de Duits meesterspion Henry Faber (Sutherland) het geheim van de invasie van de geallieerden in Normandië. Hij begeeft zich naar een afgelegen Schots eiland om daar opgepikt te worden door een Duitse onderzeeër.
Op het slechts door enkele mensen bewoonde eiland ontmoet hij Lucy en David Rose. David was piloot bij de Royal Air Force en is tijdens een auto-ongeluk invalide geraakt. Deze situatie heeft de relatie van het echtpaar onder druk gezet. Faber weet Lucy te verleiden. David komt er echter achter wie Faber in werkelijkheid is, maar wordt door hem gedood tijdens een confrontatie. Lucy moet de situatie zien te redden.

## Rolverdeling
| Acteur               | Personage    |
| -------------------- | ------------ |
| Donald Sutherland    | Henry Faber  |
| Kate Nelligan        | Lucy Rose    |
| Stephen MacKenna     | luitenant    |
| Christopher Cazenove | David Rose   |
| Philip Martin Brown  | Billy Parkin |